# Sunndal
Gmina Sunndal (norw. Sunndal kommune) – norweska gmina leżąca w regionie Møre og Romsdal. Jej siedzibą jest miasto Sunndalsøra.
Sunndal jest 40. norweską gminą pod względem powierzchni.

## Demografia
Według danych z roku 2005 gminę zamieszkuje 7370 osób. Gęstość zaludnienia wynosi 4,31 os./km². Pod względem zaludnienia Sunndal zajmuje 136. miejsce wśród norweskich gmin.
| ludność stan na 1 stycznia 2005 |         |           |       |
|                                 | kobiety | mężczyźni | razem |
| osób                            | 3731    | 3639      | 7370  |
| %                               | 50,62%  | 49,38%    | 100%  |

| wykształcenie stan na 1 października 2004 |        |         |        |        |
|                                           | podst. | średnie | wyższe | niezn. |
| osób                                      | 1248   | 3556    | 989    | 144    |
| %                                         | 21,02% | 59,9%   | 16,66% | 2,43%  |

## Edukacja
Według danych z 1 października 2004:
- liczba szkół podstawowych (norw. grunnskolar): 9
- liczba uczniów szkół podst.: 1010

## Władze gminy
Według danych na rok 2011 administratorem gminy (norw. rådmann) jest Per Ove Dahl, natomiast burmistrzem (norw. ordfører, d. borgermester) jest Ståle Refstie.